# Mobad
Un mobed o mobad és un clergue del zoroastrianisme d'un rang particular. Al contrari d'un herbad (ervad), un mobed és un clergue que celebra oficis religiosos a la cerimònia del Yasna. Un mobed també està qualificat per donar formació a altres clergues.
En general aquest terme es fa servir com honorífic en un clergue, de qualsevol nivell. Per exemple, Hormizd I anomena Kartir moabadan-moabad, que es tradueix sovint com 'clergue dels clergues'.
El terme 'mobed' és una contracció del persa mitjà magu-pati. També està relacionat amb la paraula llatina magus, (un "mag").
Els clergues zoroastrians d'Índia han de ser mascles, però a l'Iran i Amèrica del Nord poden ordenar-se dones com a mobedyar, que significa "dona mobed".